# Baloi
Baloi è una municipalità di quarta classe delle Filippine, situata nella Provincia di Lanao del Norte, nella Regione del Mindanao Settentrionale.
Baloi è formata da 21 baranggay:
- Abaga
- Adapun-Ali (Dariat)
- Angandog (Bulao)
- Angayen (Balut)
- Bangko
- Batolacongan (Basagad)
- Buenavista
- Cadayonan
- Landa (Gadongan)
- Lumbac
- Mamaanun
- Maria-Cristina
- Matampay
- Nangka
- Pacalundo
- Poblacion East
- Poblacion West
- Sandor (Daduan)
- Sangcad (Cormatan)
- Sarip-Alawi (Payawan)
- Sigayan